# 圣塞夫 (吉伦特省)
圣塞夫（法語：Saint-Sève，法語發音：[sɛ̃ sɛv]）是法国吉伦特省的一个市镇，属于朗贡区。

## 地理
圣塞夫（44°36'35"N, 0°1'45"W）面积4.8 平方千米，位于法国新阿基坦大区吉倫特省，该省份为法国西南部沿海省份，是法國本土面积最大的省，北起滨海夏朗德省，西临大西洋，南至朗德省，东南接洛特-加龍省，东临多爾多涅省。
与圣塞夫接壤的市镇（或旧市镇、城区）包括：卢邦斯、拉雷奥勒、巴加斯、圣伊莱尔-德拉诺阿耶。

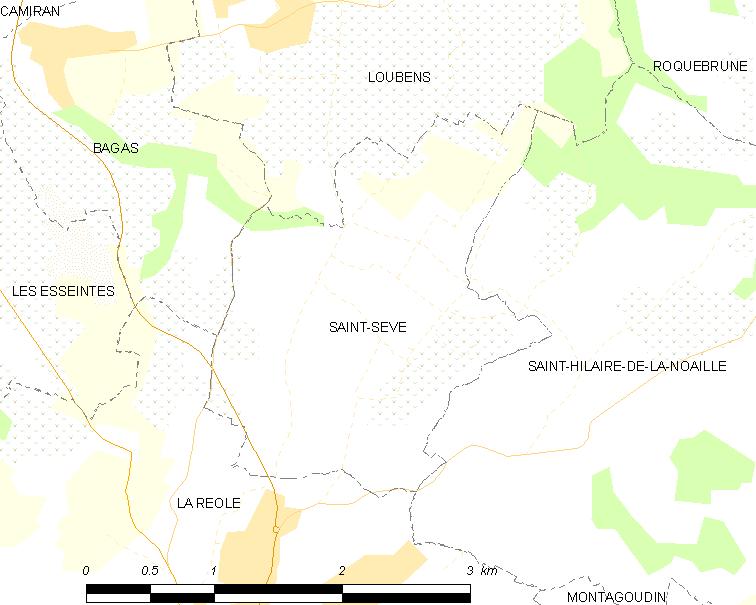
的OSM定位图

圣塞夫的时区为UTC+01:00、UTC+02:00（夏令时）。

## 行政
圣塞夫的邮政编码为33190，INSEE市镇编码为33479。

## 政治
圣塞夫所属的省级选区为勒雷奥莱-莱巴斯蒂德县。

## 人口

1962-2008年间人口变化图示

圣塞夫于2022年1月1日时的人口数量为251人。